# Voulez-Vous
Voulez-Vous è il sesto album del gruppo svedese degli ABBA, distribuito internazionalmente a partire dall'aprile del 1979.
Trascinato dal successo dei due album precedenti e dal fenomeno della disco music, l'ABBA-mania perdurò ancora sia in Scandinavia che in Regno Unito che in Oceania grazie all'uscita di Voulez-Vous: dall'album furono estratti ben cinque singoli, tutti entrati nella top ten britannica. Per la quarta volta consecutiva, l'album finisce al primo posto della classifica britannica, saldandosi per quattro settimane e vendendo 400 000 copie solamente nella prima settimana.
Il disco è stato rimasterizzato digitalmente due volte, nel 1997 e nel 2001, per la Universal Records.

## Tracce
Tutte le canzoni sono state composte da Benny Andersson e Björn Ulvaeus.
1. As Good As New – 3:24
2. Voulez-Vous – 5:09
3. I Have a Dream – 4:45
4. Angeleyes – 4:20
5. The King Has Lost His Crown – 3:32
6. Does Your Mother Know – 3:13
7. If It Wasn't for the Nights – 5:09
8. Chiquitita – 5:26
9. Lovers (Live a Little Longer) – 3:30
10. Kisses of Fire – 3:16
11. Summer Night City (*) – 3:34
12. Lovelight (*) – 3:46
13. Gimme! Gimme! Gimme! (A Man After Midnight) (*) – 4:52

(*): bonus track nella ristampa dell'album.

## Classifiche
Album
| Anno | Classifica          | Posizione |
| ---- | ------------------- | --------- |
| 1979 | Billboard 200 (USA) | 19        |
| 1979 | Classifica album UK | 1 (4)     |

| Classifica (2021) | Posizione massima |
| ----------------- | ----------------- |
| Islanda           | 28                |

Singoli
| Anno | Singolo                                    | Classifica               | Posizione |
| ---- | ------------------------------------------ | ------------------------ | --------- |
| 1979 | Does Your Mother Know                      | Billboard Hot 100 (USA)  | 19        |
| 1979 | Does Your Mother Know                      | Adult Contemporary (USA) | 41        |
| 1979 | Voulez-Vous                                | Billboard Hot 100 (USA)  | 80        |
| 1979 | Voulez-Vous                                | Adult Contemporary (USA) | 40        |
| 1979 | Angeleyes                                  | Billboard Hot 100 (USA)  | 64        |
| 1979 | Angeleyes                                  | Adult Contemporary (USA) | 37        |
| 1979 | Chiquitita                                 | Billboard Hot 100 (USA)  | 29        |
| 1979 | Chiquitita                                 | Adult Contemporary (USA) | 15        |
| 1979 | Chiquitita                                 | Classifica singoli UK    | 2         |
| 1979 | Does Your Mother Know                      | Classifica singoli UK    | 4         |
| 1979 | Angeleyes b/w "Voulez-Vous"                | Classifica singoli UK    | 3         |
| 1979 | Gimme, Gimme, Gimme (A Man After Midnight) | Classifica singoli UK    | 3         |
| 1979 | I Have a Dream                             | Classifica singoli UK    | 2         |

## Formazione

### Gruppo
- Benny Andersson – voce, sintetizzatore, tastiere
- Agnetha Fältskog – voce
- Anni-Frid Lyngstad – voce
- Björn Ulvaeus – voce, banjo, chitarra acustica

### Altri musicisti
- Rolf Alex – batteria
- Ola Brunkert – batteria
- Lars Carlsson – fiati
- Anders Eljas – fiati
- Joe Galdo – batteria
- Malando Gassama – percussioni
- Rutger Gunnarsson – basso
- Paul Harris – pianoforte
- Janne Kling – fiati
- Nils Landgren – trombone
- Ish Ledesma – chitarra elettrica
- Roger Palm – batteria
- Halldor Palsson – sassofono tenore
- Arnold Paseiro – basso
- Jan Risberg – oboe
- Janne Schaffer – chitarra elettrica
- Johan Stengard – sassofono tenore
- Ake Sundqvist – percussioni
- George Terry – chitarra elettrica
- Mike Watson – basso
- Lasse Wellander – chitarra elettrica
- Kajtek Wojciechowski – Sassofono Tenore